# موج‌گرفتگی
موج‌گرفتگی، (به انگلیسی: Shell shock) اصطلاحی است که حین جنگ جهانی اول، توسط پزشک و روان‌شناس بریتانیایی، چارلز ساموئل مایرز، برای توصیف نوعی اختلال استرس پس از سانحه که بسیاری از سربازان در طول جنگ به آن مبتلا شده بودند (قبل از PTSD) ابداع شد. ترجمه حرف به حرف این عبارت، «شوک پوکه گلوله توپ» است؛ اما مقصود این اصطلاح، توصیف نوع خاصی از اختلال اضطراب پس از سانحه بوده‌است که در طول جنگ جهانی اول، در بسیاری از سربازان درگیر جنگ، مشاهده شده بود. 
 موج‌گرفتگی، واکنشی است به یک وضعیت بحرانی مانند بمباران یا درگیری شدید که باعث درماندگی می‌شود و به شکل‌های مختلف از جمله وحشت و ترس، فرار، یا ناتوانی در استدلال، خواب، راه رفتن یا صحبت کردن ظاهر می‌شود.
در طول جنگ، مفهوم موج‌گرفتگی به درستی تعریف نشده بود. موارد موج‌گرفتگی را می‌توان به عنوان یک آسیب جسمی یا روانی یا به سادگی به عنوان فقدان ارادهٔ درونی تفسیر کرد. اصطلاح موج‌گرفتگی هنوز توسط وزارت امور کهنه‌سربازان ایالات متحده برای توصیف بخش‌های خاصی از PTSD استفاده می‌شود، اما بیشتر در حافظه باقی مانده‌است و اغلب به عنوان آسیب‌دیدگی امضای جنگ شناخته می‌شود.
حین جنگ جهانی دوم و پس از آن، تشخیص موج‌گرفتگی با واکنش استرس رزمی جایگزین شد، پاسخی مشابه اما غیر یکسان به آسیب‌های ناشی از جنگ و بمباران.

## تشخیص آسیب

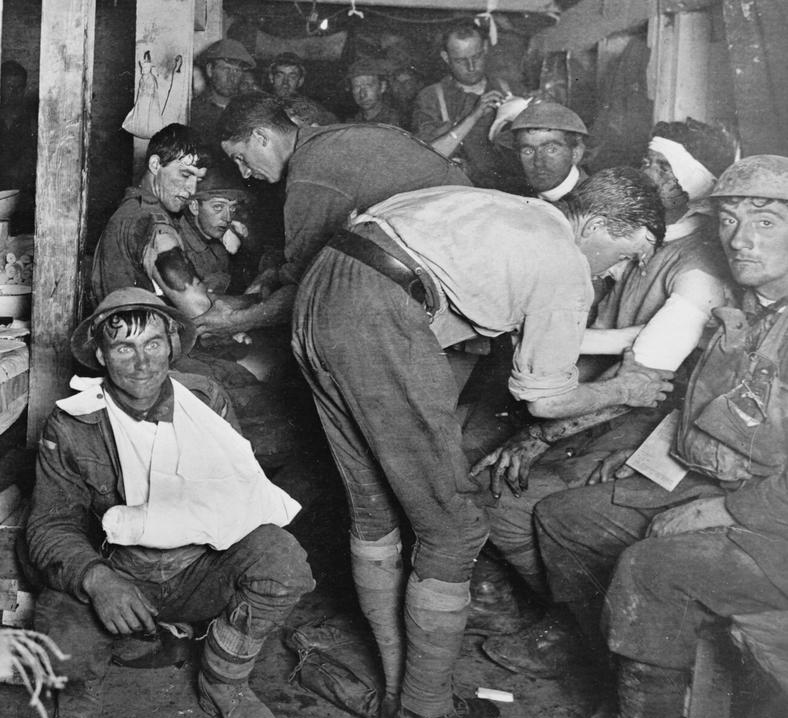
تصویری از جنگ بزرگ (جنگ جهانی اول) که در یک ایستگاه رختکن پیشرفته استرالیا در نزدیکی یپرس در سال 1917 گرفته شده است. سرباز مجروح در پایین سمت چپ عکس خیره شده و هزاران یاردی خیره شده است - یک علامت مکرر "شوک پوسته".

پیش از پایان جنگ جهانی اول، مفهوم اصطلاح موج‌گرفتگی، به درستی و کامل تعریف نشده بود. موارد مختلف موج‌گرفتگی را می‌توان به عنوان یک آسیب جسمی یا روانی تعریف کرد که منجر به ضعف روحی شدید می‌شود.
اصطلاح شوک جنگی ویا موج‌گرفتگی هنوز توسط وزارت امور کهنه‌سربازان ایالات متحده آمریکا برای توضیح موارد خاصی از اختلال اضطراب پس از سانحه استفاده می‌شود، اما منظور بیشتر خاطرات دردناک باقی مانده از جنگ است و اغلب به عنوان اثر آسیب‌دیدگی روانی از شرایط جنگی شناخته می‌شود.

در جنگ جهانی دوم و دوران پس از آن، مشاهده نشانه‌های موج‌گرفتگی، با عوارضی نسبتاً مشابه، اما نه کاملاً منطبق بر آن، به عنوان واکنش اضطراب ویا خستگی مفرط از جنگ تشخیص داده شده و می‌شود.

## پیشینه
در اوایل جنگ جهانی اول، در سال ۱۹۱۴ میلادی، گزارش‌های زیادی از سربازان بریتانیایی اعزام شده به مناطق جنگی، مبنی بر اختلالات جسمی و عصبی رسید. این سربازان از مواردی مانند سردرد، وزوز گوش، سرگیجه، لرزش غیرارادی عضلات، حساسیت بیش از حد به صداهای مزاحم و غیره شکایت داشتند. این نوع نشانه‌ها ی بیماری، معمولاً به دنبال جراحات مغزی، انتظار می‌رفتند. اما دراکثر سربازان شاکی از اختلالات نام برده، هیچ اثری از جراحت مغزی دیده نمی‌شد. تعداد این بیماران قابل ملاحظه بود، به گونه ای که از همان آغاز جنگ تا ماه دسامبر ۱۹۱۴، ۱۰ درصد افسران و ۴ درصد کادر وظیفه از نشانه‌های این نوع اختلال عصبی رنج می‌بردند.
اصطلاح موج‌گرفتگی، که درصورت ترجمه حرف به حرف از زبان انگلیسی، «شوک پوکه گلوله توپ» معنی می‌دهد، برای بیان ارتباط بعضی از انواع اختلالات عصبی با اثر انفجار گلوله‌های توپ جنگی، توسط پزشک و روان‌شناس بریتانیایی، چارلز ساموئل مایرز برای اولین بار در سال ۱۹۱۵ به صورت رسمی به کار برده شده‌است. 

۶۰ تا ۸۰ درصد این اختلالات، به صورت سستی و خستگی عضلانی مفرط بروز می‌کرد؛ در حالی که ۱۰ درصد شامل مواردی می‌شد که اکنون اختلال تبدیلی، ناگویایی و گریز گسسته تشخیص داده می‌شود.

تعداد موارد موج‌گرفتگی، در سال‌های ۱۹۱۵ و ۱۹۱۶افزایش یافت، اما از نظر پزشکی و روان‌شناختی، دلایل آن به خوبی شناخته نشده بودند. برخی از پزشکان معتقد بودند که این عارضه، نتیجه آسیب فیزیکی پنهان به مغز است. بعضی از این پزشکان باور داشتند که امواج انفجار، باعث نوعی آسیب در قشر خاکستری مغز می‌شود؛ در حالی که پزشکان دیگری عقیده داشتند که عوارض موج‌گرفتگی، ناشی از تنفس گاز کربن مونوکسیدی است که در اثر انفجار تولید می‌شود. هم‌زمان یک دیدگاه متفاوت وجود داشت که موج‌گرفتگی را به عنوان یک آسیب صرفاً روانی و غیر جسمی، ارزیابی می‌کرد. این دیدگاه بر اساس این مشاهده بنا شده بود که تعداد زیادی از افرادی که نشانه‌های موج‌گرفتگی را بروز می‌دادند، هرگز در معرض موج انفجار آتش توپخانه قرار نگرفته بودند. با این حال در عمل، ارتش بریتانیا ترجیح می‌داد تا سربازان بیمار را بر اساس دیدگاه اخیر رده‌بندی کند:
موارد موج‌گرفتگی، و ضربه مغزی اگر نتیجه حمله دشمن باشد؛ باید با حرف "W" در گزارش مصدوم مشخص شود. در این صورت بیمار حق دارد به عنوان مجروح جنگی، رتبه‌بندی شود و نشانه مجروح جنگی را روی بازوی خود ببندد. در غیر این صورت اگر نشانه‌های بیماری در اثر انفجار نباشد و تصور نشود که دشمن در آن نقشی داشته‌است؛ این شخص مستحق رتبه مجروح جنگی و یا دریافت مستمری مجروح جنگی نیست و باید از برچسب موج‌گرفتگی با حرف "S" استفاده کند.